# Feldtheorie (Psychologie)
Die psychologische Feldtheorie, auch topologische Psychologie oder Vektorpsychologie genannt, geht auf die Gestalttheorie zurück. Deren Mitbegründer Wolfgang Köhler ging davon aus, dass es sich bei psychischen Prozessen um Feldprozesse handelt, denen auch Feldprozesse im Gehirn entsprechen. Ähnlich den verschiedenen physikalischen Feldern werden auch von der Gestalttheorie ganz unterschiedliche Felder untersucht und beschrieben. So spricht die Gestalttheorie in ihren psychologischen Feldkonzepten vom phänomenalen Feld, vom psychischen Feld und vom psychophysischen (zentralnervösen) Feld.
Diesen gestalttheoretischen Feldbegriffen nahestehend ist auch der von Thure von Uexküll eingeführte Terminus des Integrationsraums. Auch hier ist der Feldbegriff entscheidend für den Bezug der Eigenwelt eines Menschen zu seiner Umwelt und den sich hieraus ergebenden Kräften und Motivkonstellationen. Hier eignen sich z. T. rein physikalische Vorstellungen wie etwa die des Vektors.

## Wahrnehmungsfeld, Erlebnisfeld, Handlungsfeld
Mit Wahrnehmungsfeld meint die Gestalttheorie die im Bewusstsein des Menschen anschaulich angetroffene Welt im Unterschied zur bewusstseinsunabhängigen physikalischen Welt. Für diese anschaulich angetroffene, phänomenale Welt postuliert die Gestalttheorie Feldeigenschaften im Sinne des Feldbegriffs von Albert Einstein. Im weiteren Sinn wird dann von Wolfgang Metzger vom Erlebnis- und Aktionsfeld des Menschen gesprochen, da dieses Feld sich nicht auf Wahrnehmungsvorgänge beschränkt, sondern zugleich auch erlebnis- und verhaltensbestimmend ist. Vom anschaulichen Gesamtfeld spricht Metzger dann, wenn nicht nur die wahrgenommene Welt, sondern auch das wahrnehmende, erlebende und handelnde Ich als Teil dieses Feldes miterfasst wird. Mit dem Begriff der Isomorphie (Gestaltgleichheit) bezeichnet Wolfgang Köhler die von ihm angenommene Strukturgleichheit zwischen diesen phänomenalen Gegebenheiten und Vorgängen und den ihnen zugrunde liegenden Gehirnvorgängen.

## Gruppendynamisches Feld
Für den Bereich des menschlichen Verhaltens wurde der feldtheoretische Ansatz hauptsächlich von Kurt Lewin (1890–1947) weiter ausgearbeitet. Seine Theorie besagt, dass aus einer gegebenen Anordnung psychologisch relevanter Kräfte (Vektorkräfte) das individuelle Verhalten in der jeweiligen Situation hervorgeht. Dieses Verhalten kann mit Hilfe des Konstrukts eines mathematisch rekonstruierbaren Lebensraums beschrieben werden, der jeweils die Person und ihr Umfeld in ihrer Wechselwirkung umfasst. Das Umfeld eines Individuums ist nach dessen Art, Persönlichkeit und Erfahrungsbestand spezifisch strukturiert.
Verhalten bzw. Handeln ist nach der Feldtheorie immer Feldhandlung. Die Verhaltensuntersuchung beginnt daher immer mit der Untersuchung der konkreten Situation der konkreten Person in ihrem konkreten Umfeld (Lebensraum). Die Situation wird dabei nicht in Bezug auf ihre physikalische Beschaffenheit aufgefasst, sondern so, wie sie subjektiv erlebt wird.  Im Zuge der Entwicklung seiner Feldtheorie führten Lewin und seine Mitarbeiter (darunter Bluma Zeigarnik, Maria Ovsiankina, Anitra Karsten, Wera Mahler, Junius F. Brown) in Berlin in den 1920er-Jahren eine Reihe experimenteller Untersuchungen durch, von denen einige zu heute noch grundlegenden Begriffen und Konzepten der Psychologie führten (Anspruchsniveau, psychische Sättigung, "Unfinished Business" usw.)
Die Feldtheorie von Lewin ist sozialpsychologisch orientiert. Lewin ist mit dieser Theorie gleichzeitig zum Begründer des Begriffs der Gruppendynamik geworden. Auch innerhalb einer Gruppe besteht nach seiner Auffassung ein Kräftefeld, das sich aus den Interaktionen zwischen den einzelnen Gruppenmitgliedern erkennen lässt. Der amerikanische Gestaltpsychologe und Lewin-Mitarbeiter Junius F. Brown hat noch vor Lewin selbst die psychologische Feldtheorie auf eine Feldtheorie der Gesellschaft ausgeweitet. Psychologische Feldkonzepte sind im Anschluss an diese Theorie auch in verschiedene Psychotherapierichtungen eingegangen.

### Mathematische Rekonstruktion
Lewin nimmt an, dass das Verhalten V eine Funktion der Person P und der Umwelt U darstellt: {\displaystyle V=f(P,U)}, und dass P und U in dieser Formel wechselseitig abhängige Größen sind.
Mathematisch wird der Lebensraum als topologischer Raum aufgefasst, eine Person stellt dann eine Teilmenge des Raumes dar, der Trägerraum des psychologischen Feldes ist das Innere eines durch eine Jordan-Kurve abgegrenzten Gebietes.

## Ähnliche Theorien
- Immanuel Kant: Raum als subjektive Anschauungsform
- Jakob von Uexküll und Schüler: Merkmale und deren geographische Verteilung → Wirkmal (Umwelt)
- Thure von Uexküll: Integrationsraum als Raum für die Integration von physischen und psychischen Gegebenheiten, vgl. Psychosomatik
- Viktor von Weizsäcker: Gestaltkreis